# Ki no Tsurayuki
Ki no Tsurayuki(紀貫之)(? - 945) foi um renomado escritor, poeta e nobre japonês do Período Heian. Foi o compilador principal do Kokin Wakashū, escrevendo o seu prefácio em kana, e autor do Tosa Nikki. Também foi o governador de Tosa. 

## Biografia
Ki no Tsurayuki nasceu entre 870 a 872.
Em 1905, foi um dos quatro poetas que compilaram o Kokin Wakashu, a primeira antologia de waka ordenada pelo Império. Ele ocupou alguns cargos em Quioto e foi nomeado governador da província de Tosa de 930 a 935.
Tsurayuki morreu em 945.
Seu filho, Ki no Tokibumi (ou Tokifumi), foi um dos cinco poetas que compilou o Gosenwakashû (ou Gosenshû), a segunda antologia poética oficial.

## Obras
Tsurayuki se concretizou como um renomado autor de sua época, com mais de 300 poemas compilados em coletâneas editadas por ordem imperial. Seus poemas são concisos e claros, refletindo a estética principal do tempo. Tsurayuki enfatiza a sinceridade emocional e a imagem natural em detrimento da imagem artificial construída em poemas anteriores.

### Kokin Wakashu
Kokin Wakashu (ou Coletânea de Poemas Waka de Outrora e de Hoje) é uma antologia cujo coordenador da organização Ki no Tsurayuki. Um dos dois prefácios é assinado por Tsurayuki, escrito em fonograma japonês. A introdução apresenta a essência e a virtude do poema, com um breve relato da história dos poemas.
Há uma hipótese de que a primeira introdução, feita por Ki no Yoshimochi, não satisfez Tsurayuki, que então redigiu o outro prefácio, exibindo o propósito de estabelecer uma identidade nacional na literatura.
Tsurayuki apresenta o seu conceito de poema nos seguintes termos: “O poema japonês [no caso o tanka] faz dos sentimentos humanos sua semente de onde germinam suas inúmeras folhagens. As pessoas que vivem neste mundo deparam com os inúmeros acontecimentos e os manifestam por meio de palavras que são depositárias daquilo que elas viram ou ouviram”
Com esse prefácio, ele surge como um dos primeiros críticos de waka de que se tem documentado.

#### Exemplo de poemas de Ki no Tsurayuki
O seguinte poema de Tsurayuki, retirado da obra, está reproduzido em japonês, sua transcrição fonética e uma possível tradução.
 霞たち
木の芽も春の
雪ふれば
花なき里も
花ぞ散りける

Kasumi tachi
Ko no me mo haru no
Yuki fureba
Hana naki sato mo
Hana zo chirikeru

A névoa se levanta,
brotam também como neve
de primavera a cair
mesmo nesta vila sem flores,
Ah, as flores parecem cair!

Nesse poema que Tsurayuki escreve sobre o cair da neve, ao escutar haru, a expressão pode significar "brotar" ou "primavera", que são palavras homofônicos. O contexto e a sintaxe da poesia permitem que ambos significados adquiram duas interpretações, mesmo que o ideograma escrito seja o de primavera. Dessa maneira, há um uso de kakekotoba.

### Tosa Nikki
Tsurayuki inaugurou o gênero denominado "Literatura de Diário" com Tosa Nikki (ou O Diário de Tosa), gênero que passou a ser produzido, principalmente, por damas da corte.
O diário utiliza do japonês, com caracteres fonéticos do kana, enquanto os diários, que denotavam apenas os documentos oficiais do governo, eram escritos por homens com o sistema de escrita kanbun.
A obra apresenta 55 dias, desde a troca de posse do cargo de governador da Província de Tosa até a chegada de sua residência, na capital. Na obra, há recordações melancólicas sobre a filha de Ki no Tsurayuki, que morreu na Província de Tosa.